# 福島市消防本部
福島市消防本部（ふくしまししょうぼうほんぶ）は、福島県福島市の消防部局（消防本部）である。

## 沿革
- 1965年（昭和40年）
  - 8月9日：伊達郡桑折町と消防相互応援協定を締結
  - 8月20日：伊達郡伊達町、伊達郡川俣町と消防相互応援協定を締結
  - 8月25日：伊達郡保原町と消防相互応援協定を締結
  - 9月15日：伊達郡霊山町と消防相互応援協定を締結
- 1967年（昭和42年）2月3日：二本松市と消防相互応援協定を締結
- 1971年（昭和46年）11月：庁舎落成に伴い、119番及び指令回線を集中管理した消防緊急指令装置を設置
- 1973年（昭和48年）9月30日：伊達地方広域消防組合と消防相互応援協定を締結
- 1974年（昭和49年）2月1日：安達地方広域行政組合と消防相互応援協定を締結
- 1975年（昭和50年）
  - 4月：東北自動車道開通に伴い県内共通波を整備
  - 8月1日：会津若松地方広域市町村圏整備組合と消防相互応援協定を締結
- 1981年（昭和56年）4月：救急波を複信方式に変更するため増波し、救急隊と医療機関の直接通話を可能とする 有無線方式の運用を開始
- 1988年（昭和63年）3月：市波2を増波。飯坂消防署、南出張所、西出張所、東出張所に基地局を開局
- 1991年（平成3年）
  - 4月1日：福島消防署信夫分署を上鳥渡字寺北地内に開署し、同日より救急業務を含め業務を開始
信夫分署開所に伴い遠隔制御装置を付加した基地局を開局
- 1992年（平成4年）
  - 4月1日：福島消防署において、高規格救急車による救急業務を開始
  - 9月1日：週休2日制（週40時間）を実施
- 1993年（平成5年）
  - 3月25日：福島市消防訓練センターを上鳥渡字寺北地内に開所
  - 4月1日：通信指令課を新設、総務課に施設の一元管理のための施設管理係を新設、救急救助の体制整備を図るため警防課に救急救助係を新設
  - 6月1日：高度救急業務運用を開始、消防緊急情報システム（II型改）の運用開始。救急トーンを増波し、AVM（車両動態管理）システム運用開始。
- 1995年（平成7年）
  - 4月1日：高度救急業務の体制確立を図るため福島消防署・飯坂消防署に救急係を新設
  - 12月19日：管内無線不感地帯を解消するため、中継回線を多重無線化した無線基地局を十万劫山に新設。全国共通波1の増波を行なった。
- 1996年（平成8年）
  - 6月：陸上移動局の一部に全国波2、全国波3増波。
  - 11月11日：仙南地域広域行政組合と消防相互応援協定を締結
- 1997年（平成9年）2月28日：信夫分署車庫を増設
- 1998年（平成10年）4月1日：県北一円（3消防本部）の自動車電話・携帯電話等による119番通報の代表消防本部として受信開始
- 1999年（平成11年）10月1日：福島南消防署を松川町浅川字床ノ窪地内に開署
- 2000年（平成12年）5月1日：消防ポンプ隊による救命救急活動（愛称：レッドアンビュランス）を開始
- 2001年（平成13年）5月：消防情報をインターネットWebサイト利用方式により運用開始
- 2002年（平成14年）7月12日：潜水資器材を配備、水難救助隊を発足
- 2003年（平成15年）4月1日：消防本部に消防救急センターを新設
- 2004年（平成16年）4月1日：清水出張所を清水分署に格上げ
- 2006年（平成18年）2月：携帯電話による119番通報を代表消防本部受信方式から、各消防本部が受信する直接受信方式へ移行し運用開始
- 2008年（平成20年）7月1日：旧飯野町を伊達地方消防組合消防本部へ業務委託
- 2010年（平成22年）
  - 7月1日：消防指令センター運用開始
統合型位置情報システム、出動車両運用管理装置を導入
消防指令センター運用開始に伴い、基地局、陸上移動局の呼出名称の変更及び一部に、防災相互波を増設
十万刧中継局に全国波2・3増設。
- 2013年（平成25年）
  - 2月：十万刧中継局の市波2を停波し、防災相互波を増波
  - 4月1日：消防救急デジタル無線システムの運用開始
デジタル無線整備に伴い活動波1〜4、主運用波4、統制波1〜3を増波。十万刧中継局の全国2・3を停波
置賜広域行政事務組合消防本部と消防相互応援協定を締結
- 2014年（平成26年）4月1日：高度救助資機材を配備、高度救助隊を発足
- 2015年（平成27年）
  - 3月27日：飯坂消防署を飯坂町字銀杏地内に移転新築、開署
  - 3月31日：伊達地方消防組合消防本部への飯野地区消防事務委託を廃止
  - 4月1日：消防救急センターを救急課に名称変更
- 2016年（平成28年）8月1日：派遣型救急ワークステーションの運用を開始
- 2017年（平成29年）4月1日：救急ワークステーション管理室を設置
- 2019年（平成31年）
  - 4月1日
    - 東京オリンピック・パラリンピック競技大会消防対策室を設置。また、揮隊の運用を開始。
    - 高機能指令システム更新。
- 2020年（令和2年）4月1日：消防総務課施設管理係を消防総務課企画管理係に名称変更
- 2021年（令和3年）12月4日：清水分署を改築、開署。
- 2023年（令和5年）
  - 3月29日：清水分署付属舎を増設。
  - 4月1日：新消防庁舎整備室を設置。

## 組織
|                                                           |              |                                  |                                  | 管轄                                              | 所在地                            |
| --------------------------------------------------------- | ------------ | -------------------------------- | -------------------------------- | ------------------------------------------------- | --------------------------------- |
| 福島市消防本部 （消防長） （消防調整監） （消防本部次長） | 消防総務課   | 庶務係、企画管理係、消防係       | 庶務係、企画管理係、消防係       |                                                   | 福島市天神町14番25号              |
| 福島市消防本部 （消防長） （消防調整監） （消防本部次長） | 消防総務課   | 新消防庁舎整備室                 |                                  |                                                   | 福島市天神町14番25号              |
| 福島市消防本部 （消防長） （消防調整監） （消防本部次長） | 警防課       | （消防訓練センター）             | （消防訓練センター）             |                                                   | 福島市天神町14番25号              |
| 福島市消防本部 （消防長） （消防調整監） （消防本部次長） | 救急課       | （救急ワークステーション管理室） | （救急ワークステーション管理室） |                                                   | 福島市天神町14番25号              |
| 福島市消防本部 （消防長） （消防調整監） （消防本部次長） | 通信指令課   | 指令第一係、指令第二係           | 指令第一係、指令第二係           |                                                   | 福島市天神町14番25号              |
| 福島市消防本部 （消防長） （消防調整監） （消防本部次長） | 予防課       | 予防係、消防設備係、調査係       | 予防係、消防設備係、調査係       |                                                   | 福島市天神町14番25号              |
| 福島市消防本部 （消防長） （消防調整監） （消防本部次長） | 福島消防署   | 予防係                           | 予防係                           | 旧市内、大波、岡山、渡利                          | 福島市天神町14番25号              |
| 福島市消防本部 （消防長） （消防調整監） （消防本部次長） | 福島消防署   | 警防第一係、警防第二係           |                                  | 旧市内、大波、岡山、渡利                          | 福島市天神町14番25号              |
| 福島市消防本部 （消防長） （消防調整監） （消防本部次長） | 福島消防署   | 救急第一係、救急第二係           |                                  | 旧市内、大波、岡山、渡利                          | 福島市天神町14番25号              |
| 福島市消防本部 （消防長） （消防調整監） （消防本部次長） | 福島消防署   | 清水分署                         | 警防第一係、警防第二係           | 清水                                              | 福島市泉字堀ノ内13番地の1         |
| 福島市消防本部 （消防長） （消防調整監） （消防本部次長） | 福島消防署   | 清水分署                         | 救急第一係、救急第二係           | 清水                                              | 福島市泉字堀ノ内13番地の1         |
| 福島市消防本部 （消防長） （消防調整監） （消防本部次長） | 福島消防署   | 西出張所                         | 西出張所                         | 野田町、野田、庭坂、庭塚、水保                    | 福島市上野寺字辻48番地の2         |
| 福島市消防本部 （消防長） （消防調整監） （消防本部次長） | 飯坂消防署   | 予防係                           | 予防係                           | 飯坂、平野、湯野、東湯野 笹谷、大笹生、中野、茂庭 | 福島市飯坂町字銀杏6番地の13       |
| 福島市消防本部 （消防長） （消防調整監） （消防本部次長） | 飯坂消防署   | 警防第一係、警防第二係           |                                  | 飯坂、平野、湯野、東湯野 笹谷、大笹生、中野、茂庭 | 福島市飯坂町字銀杏6番地の13       |
| 福島市消防本部 （消防長） （消防調整監） （消防本部次長） | 飯坂消防署   | 救急第一係、救急第二係           |                                  | 飯坂、平野、湯野、東湯野 笹谷、大笹生、中野、茂庭 | 福島市飯坂町字銀杏6番地の13       |
| 福島市消防本部 （消防長） （消防調整監） （消防本部次長） | 飯坂消防署   | 東出張所                         | 東出張所                         | 瀬上、鎌田、余目                                  | 福島市鎌田字一里塚7番地の3        |
| 福島市消防本部 （消防長） （消防調整監） （消防本部次長） | 福島南消防署 | 予防係                           | 予防係                           | 松川、水原、金谷川、下川崎 蓬莱、立子山、飯野     | 福島市松川町浅川字床ノ窪12番地の2 |
| 福島市消防本部 （消防長） （消防調整監） （消防本部次長） | 福島南消防署 | 警防第一係、警防第二係           |                                  | 松川、水原、金谷川、下川崎 蓬莱、立子山、飯野     | 福島市松川町浅川字床ノ窪12番地の2 |
| 福島市消防本部 （消防長） （消防調整監） （消防本部次長） | 福島南消防署 | 救急第一係、救急第二係           |                                  | 松川、水原、金谷川、下川崎 蓬莱、立子山、飯野     | 福島市松川町浅川字床ノ窪12番地の2 |
| 福島市消防本部 （消防長） （消防調整監） （消防本部次長） | 福島南消防署 | 信夫分署                         | 警防第一係、警防第二係           | 大森、鳥川、平田 佐倉、荒井、土湯                 | 福島市上鳥渡字寺北13番地の1       |
| 福島市消防本部 （消防長） （消防調整監） （消防本部次長） | 福島南消防署 | 信夫分署                         | 予防第一係、予防第二係           | 大森、鳥川、平田 佐倉、荒井、土湯                 | 福島市上鳥渡字寺北13番地の1       |
| 福島市消防本部 （消防長） （消防調整監） （消防本部次長） | 福島南消防署 | 杉妻出張所                       | 杉妻出張所                       | 杉妻、吉井田                                      | 福島市郷野目字東1番地の4          |

## 主力機械
|                        | 本部 | 福島消防署 | 福島消防署 | 福島消防署 | 飯坂消防署 | 飯坂消防署 | 福島南消防署 | 福島南消防署 | 福島南消防署 | 備考                               |
|                        | 本部 | 清水       | 西         |            | 東         |            | 信夫         | 杉妻         |              | 備考                               |
| ---------------------- | ---- | ---------- | ---------- | ---------- | ---------- | ---------- | ------------ | ------------ | ------------ | ---------------------------------- |
| 普通消防ポンプ自動車   |      |            |            |            | 1          | 1          | 1            |              |              |                                    |
| 水槽付消防ポンプ自動車 |      | 2          | 1          | 1          | 2※         | 1          | 2※           | 2            | 1            | ※うち1台はタンク付救助資機材積載車 |
| はしご付消防自動車     |      | 1（30m）   |            |            | 1（25m）   |            | 1（30m）     |              |              |                                    |
| 化学消防自動車         |      | 1          |            |            |            |            |              | 1            |              |                                    |
| 救助工作車Ⅱ型          |      |            |            |            |            |            |              | 1            |              |                                    |
| 救助工作車Ⅲ型          |      | 1          |            |            |            |            |              |              |              |                                    |
| 大型水槽車             |      | 1          |            |            |            |            |              |              |              |                                    |
| 高規格救急自動車       | 1    | 2          | 2          | 1          | 2          | 1          | 2            | 1            | 1            |                                    |
| 指揮車                 | 2※   | 1          |            |            | 1          |            | 1            |              |              | ※1台は総務省消防庁から無償貸与     |
| 連絡車                 | 8    | 1          | 1          | 1          | 1          | 1          | 1            | 1            | 1            |                                    |
| 支援車                 | 2    |            |            |            |            |            |              |              |              | 総務省消防庁から無償貸与           |
| 資器材搬送車           |      | 1          |            |            |            |            |              | 1            |              |                                    |
| 査察車                 | 1    |            |            |            |            |            |              |              |              |                                    |
| 広報車                 | 1    |            |            |            |            |            |              |              |              |                                    |
| 防火広報車             | 1    |            |            |            |            |            |              |              |              |                                    |

2025年1月現在

## 福島市消防団

### 年間行事
- 4月：本団役員会議、分団長会議
- 5月：福島市防災訓練、河川パトロール
- 6月：新入団員研修（入団3年未満団員対象）
- 7月：支部消防検閲式（隔年開催）、支部消防大会
- 9月：方面隊規律訓練
- 10月：本団役員会議、分団長会議、機関員講習会
- 12月：消防団S-KYT訓練
- 1月：出初式、幹部研修会、文化財防火デー
- 3月：林野火災防ぎょ訓練

### 組織
| 福島市長 | 本団 （団長） （副団長） （庶務部長） （訓練部長） | ラッパ隊   |                                                                          |
| 福島市長 | 本団 （団長） （副団長） （庶務部長） （訓練部長） | 女性消防隊 |                                                                          |
| 福島市長 | 本団 （団長） （副団長） （庶務部長） （訓練部長） | 第1方面隊  | 旧市内（1〜6）、野田町（22）                                             |
| 福島市長 | 本団 （団長） （副団長） （庶務部長） （訓練部長） | 第2方面隊  | 渡利（7）、杉妻（8）、岡山（10）、大波（19）、立子山（20）               |
| 福島市長 | 本団 （団長） （副団長） （庶務部長） （訓練部長） | 第3方面隊  | 清水（9）、鎌田（11）、瀬上（12）、余目（13）、笹谷（14）、大笹生（15）  |
| 福島市長 | 本団 （団長） （副団長） （庶務部長） （訓練部長） | 第4方面隊  | 吉井田（16）、荒井（17）、土湯（18）、佐倉（21）                         |
| 福島市長 | 本団 （団長） （副団長） （庶務部長） （訓練部長） | 第5方面隊  | 飯坂（23）、平野（24）、中野（25）、湯野（26）、東湯野（27）、茂庭（28） |
| 福島市長 | 本団 （団長） （副団長） （庶務部長） （訓練部長） | 第6方面隊  | 松川（29）、金谷川（30）、水原（31）、下川崎（32）                       |
| 福島市長 | 本団 （団長） （副団長） （庶務部長） （訓練部長） | 第7方面隊  | 大森（33）、鳥川（34）、平田（35）                                       |
| 福島市長 | 本団 （団長） （副団長） （庶務部長） （訓練部長） | 第8方面隊  | 野田（36）、庭坂（37）、庭塚（38）、水保（39）                           |
| 福島市長 | 本団 （団長） （副団長） （庶務部長） （訓練部長） | 第9方面隊  | 飯野町（40）、青木（41）、大久保（42）、明治（43）                       |

### 人員・資機材
|                        | 消防本部 | 本団 | 第1 方面隊 | 第2 方面隊 | 第3 方面隊 | 第4 方面隊 | 第5 方面隊 | 第6 方面隊 | 第7 方面隊 | 第8 方面隊 | 第9 方面隊 |
| ---------------------- | -------- | ---- | ---------- | ---------- | ---------- | ---------- | ---------- | ---------- | ---------- | ---------- | ---------- |
| 団員数                 |          | 54人 | 142人      | 272人      | 346人      | 184人      | 370人      | 237人      | 193人      | 288人      | 170人      |
| 普通消防ポンプ自動車   |          |      | 8          | 11         | 15         | 7          | 9          | 6          | 6          | 5          | 4          |
| 水槽付消防ポンプ自動車 |          |      | 0          | 0          | 0          | 0          | 1          | 0          | 0          | 0          | 0          |
| 小型ポンプ積載車       |          |      | 1          | 11         | 9          | 8          | 17         | 9          | 7          | 9          | 11         |
| 小型ポンプ（B3級）     | 7        |      | 1          | 11         | 9          | 8          | 17         | 9          | 7          | 9          | 18         |
| 小型ポンプ（C1級）     | 4        |      | 0          | 7          | 9          | 3          | 5          | 12         | 4          | 14         | 0          |
| ゴムボート             |          |      | 2          | 3          | 2          | 0          | 0          | 0          | 0          | 0          | 0          |
| 火の見施設             |          |      | 9          | 30         | 31         | 15         | 30         | 24         | 12         | 26         | 23         |
| 防火水槽               |          |      | 16         | 138        | 92         | 37         | 120        | 108        | 44         | 51         | 60         |
| 消火栓                 |          |      | 640        | 615        | 821        | 241        | 375        | 250        | 271        | 307        | 159        |